# Львівське регіональне суспільно-культурне товариство «Надсяння»
Львівське регіональне суспільно-культурне товариство «Надсяння» — товариство українців, переселених з етнічних українських земель з регіону Надсяння (теперішня Польща). Члени Товариства беруть участь у громадських і релігійних заходах, спрямованих на розвиток українства у Надсянні, а також у культурному житті Львівщини.
Дата заснування: 10 листопада 1989 року.
      Львівське регіональне суспільно-культурне товариство «Надсяння» є неприбутковою організацією, яка керується Статутом.
      Згідно Статуту, кошти створюються за рахунок членських внесків, доброчинних внесків, пожертв, дарунків від ГО та громадян.
      Керівні функції в товаристві здійснюються на громадських засадах.
                  Голова товариства:
1989 - 2017 роки – Середа Володимир Миколайович 02.12.1934 р.н.
2018 – дотепер -  Риботицька Соломія Володимирівна 30.10.1974 р.н.

## Історія
Установчі збори товариства відбулися 10 листопада 1989 року, у Львові, у Пороховій вежі.
Ініціатива створення у Львові громадської організації, яка би об'єднувала уродженців Перемищини, Ярославщини, всього Надсяння виникла  влітку 1999 року під час виставки у Львові робіт колишнього матуриста Ярославської  української гімназії, відомого в повоєнній Польщі художника українського походження Тирса Венгриновича.Серед ініціаторів створення — доцент Львівської консерваторії Любомира Яросевич (Мелех), Дарія Саєнко (Вергун), Марта Братун, скульптор Петро Дзиндра, Дмитро Лопачак, Роман Кудлик та інші. Установчі збори проводилися під егідою Українського фонду культури, Львівським відділенням якого керував український скульптор Емануїл Мисько. На установчі збори зібрались 47 осіб. На зборах були від Українського фонду культури  - відомий архітектор Роман Липка (голова Львівської обласної організації Спілки архітекторів України), який головував, від Меморіалу - археолог Лариса Крушельницька, від Спілки письменників України – поет Роман Кудлик.
Товариство отримало назву "Надсяння".
На хвилі національно-демократичного піднесення в кінці 80-х років минулого століття в Україні виникли Товариство української мови, Меморіал, відродилася діяльність НТШ та «Просвіти». На перших порах в цьому руслі діяв також Український фонд культури. Обласне відділення УФК, власне, і стало «хресним батьком» Львівського регіонального суспільно-культурного товариства «Надсяння».
Володимир Середа був обраний головою товариства до 2018 року.
Осередки товариства «Надсяння» крім Львова діють також у Винниках, Самборі, Рудках, Чишках, Городку, Дрогобичі, Мостиськах, Ходорові.                            
В Статуті вказувалися такі основні завдання та напрямки діяльності товариства «Надсяння» :
 – налагодження систематичних зв'язків з українськими громадами Польщі, зокрема Надсяння (Перемиським відділенням Об'єднання українців Польщі, школами, культурно-освітніми закладами);
– сприяння відновленню та збереженню пам'яток української архітектури, літератури та мистецтва на території Республіки Польща.
Збори обрали раду товариства, її членами стали Роман Липка, викладачі Володимир Середа, Любомира Яросевич, Дарія Саєнко, Марта Бретун, науковці Лариса Крушельницька, Андрій Гречило, архітектор Мирон Вендзилович, скульптор Петро Дзиндра, поет Роман Кудлик, Андрій Головач; у ревізійну комісію ввійшли І. Фецович, О. Созанський, М. Курчаба. Проведено перше засідання ради товариства, на якому обрано  головою  В. Середу, який впродовж 28-ми років очолював товариство, заступником – Д. Саєнко, секретарем - М. Бретун.
22 лютого 1990 року рада товариства затвердила емблему товариства «Надсяння» авторства П. Дзиндри.
Товариство «Надсяння» з перших місяців своєї діяльності зайняло гідне місце серед національно-патріотичних організацій Львівщини. Це сприяло росту популярності товариства, швидкому збільшенню його чисельності.                                                               .
На першій традиційній  надсянській Маланці 13 січня 1990 року  вже зібралось і веселилось біля сотні членів товариства. Традиційні засівання, колядки, щедрівки, народні пісні, в яких брали участь всі учасники Маланки, справили незабутні враження. В подальшому щорічні святкування Маланки стали популярними  не тільки серед членів товариства «Надсяння», а й серед наших приятелів.                                                                       
З 2018 року хор діє під керівництвом композитора, кандидата мистецтвознавства Володимира Пасічника.
Хор «Надсяння» бере участь у відзначенні визначних дат, у святкуванні Дня матері, у фестивалі «Пісні незабутого краю» – святі вихідців з Надсяння, Холмщини, Підляшшя, Любачівщини, Західної Бойківщини та Лемківщини.
Вже навесні  1990 року, як дар товариства «Надсяння», для  відновлюваного українського  Меморіалу в Пикуличах  на околиці Перемишля виготовлено бронзову пам’ятну таблицю «Борцям за волю України», автор Петро Дзиндра.
10 червня 1990 року відбулися  спільно з українською громадою Перемищини перші масові повоєнні урочистості в Пикуличах. Відновлено міжвоєнну українську патріотичну традицію щорічних  походів  вулицями Перемишля до могил Січових стрільців, вояків Армії УНР та УГА на Пикулицькому військовому цвинтарі. Ця релігійна хода відбувається протягом всіх 30-ти років. 23 червня 2019 року в ході взяло участь понад 500 людей, представників «Закерзоння» з Львівщини та інших областей.
Напередодні , 9 червня 1990 року, вперше за повоєнні роки відбулися  спільні з українцями Перемищини масові урочистості  на відновленій  у селі Млини, що на Ярославщині, могилі  о. Михайла Вербиицького. В 2004 році спільними зусиллями було відкрито Каплицю-Пантеон на могилі О.М. Вербицького. Двічі на рік представники товариства «Надсяння» з представниками влади та українцями з Перемишля вшановують пам'ять О.М. Вербицького, приїжджаючи до Пантеону з молитвою.
17-19 серпня 1992 року – до Світового  з’їзду українців Ярославщини львівське «Надсяння», співорганізатор з’їзду, подарувало місту Ярославу, рідному місту Станіслава Людкевича, меморіальну бронзову таблицю, присвячену композитору; автор скульптор Петро Дзиндра.
12-14 серпня 1994 року – підготовка та проведення у Львові З’їзду учнів колишньої  Ярославської української  гімназії (1940-1944 р.р.).
19-20 серпня 1995 року – проведення  З'їзду  колишніх учнів Перемиської української державної чоловічої гімназії та Українського інституту для дівчат у Перемишлі у Львівському університеті ім. І. Франка та в м. Перемишлі.
11 серпня 1996 року – відкриття та посвячення пам’ятника на могилі поета О.Козловського в с. Гребенне (Польща). Архітектор О. Ярема, автор П. Дзиндра.
18-19 серпня  1996 року – масова участь членів товариства в релігійних урочистостях  в Ярославі, присвячених коронації Ярославської  чудотворної ікони Божої Матері «МИЛОСЕРДЯ  ДВЕРІ» та відзначенню 400-ліття  Берестейської унії.
Щорічно представники товариства «Надсяння» приїжджають на празник до Храму Преображення Господнього в м. Ярослав. В серпні 2019 року відвідали цвинтар і запалили лампади на могилах похованих Січових Стрільців.
Святкування 2000-річчя християнства 19 серпня 2000 р. за участі львівського і тернопільського товариств «Надсяння» у  Ярославській церкві Преображення Господнього, де проведено   митрополитом Іваном Мартиняком   Богослужіння  а також виконано програму духовної та церковної пісні хором  ім. С. Людкевича зі Львова; наступного дня Митрополит  Іван Мартиняк відслужив у Перемишлі Літургію у катедральному соборі Івана Хрестителя за участі багатьох священиків, численних представників українських громад Польщі, України, інших зарубіжних країн, а також  присутності римо-католицького кліру.
В 1995 році вихідці з села Павлокома віднайшли могилу страшної трагедії 3 березня 1945 року, і 13 травня 2006 року за ініціативи товариства було відкрито Меморіал 366  українцям невинно вбитим 3 березня 1945 року в с. Павлокомі за участі Президента України Віктора Ющенка та Президента Польщі Леха Качинського.
2 грудня 2007 року – урочисте відкриття меморіальної таблиці на фасаді школи в с. Пискоровичі, присвяченої вшануванню пам’яті масового вбивства місцевих українців.
27 грудня 2015 року - урочисте відкриття  за доброчинні пожертви у Львові пам’ятника видатному українцеві, автору величної мелодії нашого гімну, композитору
о. М. Вербицькому на розгалуженні вулиць Генерала Чупринки, М. Вербицького і С. Бандери. Товариство «Надсяння» на відзначення ювілею  200-річчя з дня народження  славного  сина Надсяння,  композитора  о. М. Вербицького  виступило ініціатором та стало замовником спорудження  йому у Львові  пам’ятника. За підсумками проведеного відкритого конкурсу  переможцями стали відомі скульптори  - брати В. і А. Сухорські, архітектор  О. Ярема.
8 лютого  2019 року - «Уклін славетному Людкевичу» за ініціативи товариства відбувся  концерт до 140-річчя від дня народження Станіслава Людкевича у Львівській національній філармонії.
На рахунку львівських надсянців також безпосередня і регулярна участь у таких заходах:
− Вшанування масових поховань невинно вбитих українців (Павлокома, Пискоровичі, Малковичі,  Лежайськ, Березка, Бахів, Скопів, Сівчина, Добра, Дібча, – Ліски, Явожно).
− Вшанування пам’яті вояків Армії УНР,УГА, і УПА (Пикуличі, Ланьцут, Монастир, Корманичі).
− Релігійні урочистості (Перемишль, Ярослав,  Хотинець, Млини, Явірник Руський, Кобильниця Волоська, Кальварія Пацлавська).
− Відвідини місць свого походження.
− Видавнича діяльність.   
− Співпраця з Перемиським відділом ОУП та Спілкою українських політв’язнів та репресованих у Польщі.
− Відзначення ювілейних дат, Свята Матері, Шевченківські святкування, традиційні Маланки, зустрічі зі знаними особистостями, віча, пікетування, тощо.
10 листопада 2019 року відбулася урочиста академія «Львівському регіональному суспільно-культурному товариству «Надсяння» - 30 років» у Львівській національній філармонії.  